# Hugo Pérez (amerykański piłkarz)
Hugo Ernesto Pérez Granados (ur. 8 listopada 1963 w Morazán) – amerykański piłkarz pochodzenia salwadorskiego grający na pozycji ofensywnego pomocnika, trener piłkarski.

## Kariera klubowa
Pérez urodził się w Salwadorze. Jego ojciec i dziadek występowali w tamtejszej drużynie CD FAS. W wieku 11 lat Hugo wyemigrował z rodzicami do Stanów Zjednoczonych, a w latach 80. otrzymał obywatelstwo tego kraju. W 1982 roku podpisał kontrakt z zespołem ligi NASL, Los Angeles Aztecs i grał tam przez niecały rok. Jeszcze 1982 przeszedł do Tampa Bay Rowdies, a w 1983 roku został piłkarzem San Diego Sockers, w którym stworzył linię pomocy m.in. z Kazimierzem Deyną. W 1986 roku na jeden sezon trafił do Los Angeles Heat, a w 1988 roku wywalczył z Sockers mistrzostwo ligi MISL i został wybrany najlepszym graczem sezonu. W San Diego Sockers grał do 1990 roku.
W 1988 roku Pérez trafił na testy do Ajaksu Amsterdam. Ówczesny szkoleniowiec zespołu Johan Cruyff był zainteresowany usługami Hugo, jednak Amerykanin nie dostał zgody na transfer od kierownictwa Sockers. W 1990 roku Cruyff próbował załatwić Pérezowi transfer do włoskiej Parmy, jednak nie dostał pozwolenia na pracę we Włoszech ze względu na niepowołanie do kadry na Mundial w tym kraju. Ostatecznie Hugo trafił do francuskiego Red Star 93, a niedługo potem do szwedzkiego Örgryte IS. W 1992 roku wyjechał do Arabii Saudyjskiej i występował w klubie Al-Ittihad Club. W 1994 roku wrócił do Stanów by grać w Los Angeles Salsa. Jeszcze w tym samym roku wrócił do Salwadoru i przez dwa sezony był piłkarzem FAS Santa Ana. W 1995 i 1996 roku został mistrzem Salwadoru. Po tym ostatnim sukcesie zakończył piłkarską karierę.

## Kariera reprezentacyjna
W 1984 roku Pérez znalazł się olimpijskiej reprezentacji Stanów Zjednoczonych na Igrzyska Olimpijskie w Los Angeles. Amerykanie odpadli jednak po fazie grupowej. W 1988 roku Hugo ponownie zaliczył Igrzyska Olimpijskie, tym razem w Seulu, a Amerykanie ponownie nie wyszli z grupy.
W pierwszej reprezentacji USA Pérez zadebiutował 30 maja 1984 roku w zremisowanym 0:0 towarzyskim spotkaniu z Włochami. W 1994 roku został powołany przez selekcjonera Velibora Milutinovicia do kadry na Mistrzostwa Świata w USA. Tam wystąpił jedynie w przegranym 0:1 meczu 1/8 finału z Brazylią. Ostatni mecz w kadrze narodowej rozegrał w styczniu tamtego roku przeciwko Anglii (0:2). Łącznie wystąpił w niej 75 razy i strzelił 17 goli.